# Carina Johansson (handbollsspelare)
Bör inte förväxlas med skådespelaren Carina M. Johansson, född 1960 i Göteborg.
Carina Cina Gunn Johansson (gift  Hemmälin) född 7 juni 1959 i Stockholm är 

## Klubblagshandboll
Carina Johansson började sin karriär.i stadsdelsklubben Huddinge HK. 1980 tog sig Huddinge upp i damallsvenskan och Carina Johansson spelade kvar i klubben till våren 1984. Säsongen 1984/1985 vinner hon sitt första SM-guld men hon spelar då för Stockholmspolisens IF. Hur länge hon sedan spelar kvar i Stockholmspolisen år lite oklart. Hon spelar där säsongen 1986/1987. Hon återvänder sedan till Huddinge HK 1987/1988. Det är oklart hur länge hon sedan spelade kvar i Huddinge men troligen i alla fall till 1992. Carina Johansson var högerhänt och en god försvarsspelare som spelade i mittförsvaret.

## Landslagskarriär
Carina Johansson spelade aldrig för ungdomslandslagen. Johansson debuterade i landslaget den 5 september 1980 mot Norge i Kalix. Norge vann med 15-13 och Carina Johansson lämnade planen utan att ha gjort mål. Hon spelade sedan 79 matcher enligt den nya statistiken men bara 73 enligt den gamla statistiken. I den nya statiken ingår flera matcher mot Norge-U, Tjeckoslovakien B och liknande, som möjligen inte räknades som officiella landskamper, vilket delvis förklarar skillnaden mellan 73 och 79, men inte helt. Av de 79 landskamperna vann Sverige 36 och förlorade 38 med 5 oavgjorda vilket visar Sveriges dsamlandslag har blivit bättre under 1980-talet. Carina Johanssons sista landskamp gäller 13:e platsen i VM 1990. Sverige har för första gången sedan 1957 kvalificerat sig för VM, vilket var ett genombrott för svensk damhandboll efter 33 år utan VM-deltagande. I Johanssons sista match i landslaget mot Frankrike vann Sverige med 27- 17 och Johannson stod för ett mål av sina totalt 98 i landslaget.